# Система околів
База околів у точці і система околів — базові поняття у загальній топології, за допомогою яких можна дати означення топологічного простору, еквівалентні стандартним означенням за допомогою відкритих множин. За допомогою систем чи баз околів дається означення неперервної у точці функції.

## Означення
Нехай {\displaystyle (X,\tau )} — топологічний простір і {\displaystyle x\in X}. Множина всіх околів (не обов'язково відкритих) точки {\displaystyle x} називається системою околів у точці {\displaystyle x}. Для неї використовується позначення {\displaystyle {\mathcal {V}}(x)}
Множина {\displaystyle {\mathcal {B}}(x)\subset {\mathcal {V}}(x)} околів точки {\displaystyle x} називається базою околів у точці {\displaystyle x} або фундаментальною системою околів точки {\displaystyle x} якщо:
{\displaystyle {\big (}\forall U\in {\mathcal {V}}(x){\big )}{\big (}\exists V\in {\mathcal {B}}(x\in V\subseteq U){\big )}}. 
У подібний спосіб також можна дати означення систем і баз околів довільної підмножини топологічного простору. 

## Приклади
- Система околів точки {\displaystyle x} є також базою околів у цій точці.
- Якщо {\displaystyle X} є дискретним простором, то {\displaystyle {\mathcal {B}}_{d}(x)={\big \{}\{x\}{\big \}}} (одноелементна множина) є базою околів у {\displaystyle x\in X}. Якщо {\displaystyle X} є антидискретним простором, то {\displaystyle {\mathcal {B}}_{a}(x)=\{X\}} є базою околів у {\displaystyle x\in X}.
- Якщо {\displaystyle X} є метричним простором з метрикою {\displaystyle d} і для точки {\displaystyle x\in X} і числа {\displaystyle r>0} позначимо {\displaystyle B(x,r)=\{y\in X:d(x,y)<r\}}, то тоді сім'я {\displaystyle \{B(x,1/n):n=1,2,3,\ldots \}} є базою околів у {\displaystyle x}.

## Властивості
Тут, як і у статті Окіл, околом точки називається множина, що містить відкриту множину, елементом якої є дана точка, тобто околи не обов'язково є відкритими множинами.
- Нехай {\displaystyle \{{\mathcal {V}}(x):x\in X\}} є системою околів топологічного простору {\displaystyle X}. Тоді виконуються такі властивості:

1. Для кожного {\displaystyle x\in X}, {\displaystyle {\mathcal {V}}(x)\neq \emptyset } і для кожного {\displaystyle U\in {\mathcal {V}}(x)\ } {\displaystyle x\in U}.
2. Якщо {\displaystyle U\in {\mathcal {V}}(x)\ } і {\displaystyle U\subset V\subset X} то також {\displaystyle V\in {\mathcal {V}}(x)\ }.
3. Якщо {\displaystyle U\in {\mathcal {V}}(x)}, то існує {\displaystyle U\supset V\in {\mathcal {V}}(x)}, такий що {\displaystyle U\in {\mathcal {V}}(y)} для кожної точки {\displaystyle y\in V}.
4. Перетин скінченної кількості елементів {\displaystyle {\mathcal {V}}(x)} теж є елементом {\displaystyle {\mathcal {V}}(x)}.

Перші дві властивості випливають із означення околу точки, четверта із того, що перетин скінченної кількості відкритих множин є відкритою множиною (і з того факту, що за означенням кожен окіл містить відкритий окіл). У третій властивості за множину {\displaystyle V} можна взяти довільний окіл, який існує за означенням. Властивість одержується з того факту, що відкрита множина є околом всіх своїх точок і тому довільна множина, що її містить теж є околом всіх її точок.
- Навпаки, припустимо, що {\displaystyle X} є непустою множиною і {\displaystyle \{{\mathcal {V}}(x):x\in X\}} є системою сімей підмножин {\displaystyle X}, що задовольняють властивості 1 - 4. Нехай {\displaystyle \tau } — сім'я всіх підмножин {\displaystyle X}, таких що {\displaystyle U\in {\mathcal {V}}(x)} для всіх {\displaystyle x\in U}. Тоді {\displaystyle \tau } є топологією на {\displaystyle X} і {\displaystyle \{{\mathcal {V}}(x):x\in X\}} є системою околів для цієї топології. Топологія {\displaystyle \tau } називається топологією породженою системою околів {\displaystyle \{{\mathcal {B}}(x):x\in X\}}. Таким чином система околів може бути одним із способів задання топології на множині.

Очевидно, що пуста множина і весь простір належать {\displaystyle \tau }. Для довільної сім'ї множин із {\displaystyle \tau } їх об'єднання містить кожну із цих множин і тому, згідно другої властивості, є околом всіх своїх точок. Тобто об'єднання довільної сім'ї множин із {\displaystyle \tau } теж належить {\displaystyle \tau }. Для скінченної сім'ї множин із {\displaystyle \tau } кожна з цих множин є околом кожної з точок їх перетину і тому для кожної з цих точок перетин множин є околом (згідно четвертої властивості). Тому перетин скінченної сім'ї підмножин з {\displaystyle \tau } теж належить {\displaystyle \tau } і тому {\displaystyle \tau } є топологією.
Згідно другої властивості кожен окіл точки {\displaystyle x\in X} належить {\displaystyle {\mathcal {V}}(x)}. Навпаки нехай {\displaystyle V\in {\mathcal {V}}(x)} і {\displaystyle U} — множина точок {\displaystyle y}, для яких {\displaystyle V\in {\mathcal {V}}(y)}. Очевидно що {\displaystyle x\in U} і {\displaystyle U\supset V}. Доведемо, що множина {\displaystyle U} є відкритою у топології {\displaystyle \tau }. Нехай {\displaystyle y\in U}. Тоді згідно властивості 3 існує така множина {\displaystyle W\in {\mathcal {V}}(y)}, що {\displaystyle V\in {\mathcal {V}}(z)} для всіх {\displaystyle z\in W}. Тоді з означення {\displaystyle U} маємо, що {\displaystyle W\supset U} і оскільки {\displaystyle W\in {\mathcal {V}}(y)} то з другої властивості також {\displaystyle U\in {\mathcal {V}}(y)}. Оскільки точка {\displaystyle y} була довільною, то {\displaystyle U} є околом всіх своїх точок, тобто відкритою множиною у топології {\displaystyle \tau }.
- Аналогічно топологію можна задавати за допомогою бази околів, як сім'ю підмножин {\displaystyle \{{\mathcal {B}}(x):x\in X\}}, що задовольняють властивості (які виконуються для баз околів):

1. Для кожного {\displaystyle x\in X}, {\displaystyle {\mathcal {B}}(x)\neq \emptyset } і для кожного {\displaystyle U\in {\mathcal {B}}(x)\ } {\displaystyle x\in U}.
2. Якщо {\displaystyle U\in {\mathcal {B}}(x)}, то існує {\displaystyle U\supset V\in {\mathcal {B}}(x)}, така що для кожної точки {\displaystyle y\in V} існує {\displaystyle U\supset W\in {\mathcal {B}}(y)}.
3. Перетин скінченної кількості елементів {\displaystyle {\mathcal {B}}(x)} містить деякий елемент {\displaystyle {\mathcal {B}}(x)}.

## Кардинальні функції
З поняттям бази околів пов'язані наступні поняття: 
- Характер точки {\displaystyle x\in X} у топологічного простору {\displaystyle X} найменша можлива потужність бази околів у цій точці. Характер точки {\displaystyle x\in X} позначається {\displaystyle \chi (x,X)}.
- Характер простору {\displaystyle X} за означенням рівний

{\displaystyle \chi (X)=\sup\{\chi (x,X):x\in X\}}.